# Екатеринодарская духовная семинария
Екатеринода́рская духо́вная семина́рия — высшее специальное учебное заведение Екатеринодарской епархии Русской Православной Церкви, готовящее священно- и церковнослужителей. Располагается в бывшем здании Кубанского казачьего хора по улице Фрунзе, 67 рядом с Троицким семинарским храмом.
Учебный план семинарии состоит из 47 дисциплин. В семинарии преподают 54 преподавателя, 2 из которых имеют ученую степень доктора наук, 7 — степень кандидата богословия и 11 — кандидата наук.

## История
Учреждена постановлением Священного Синода от 19 июля 2006 года. Учебное заведение было образовано при Свято-Троицком храме в Краснодаре. Торжественное открытие состоялось 7 декабря 2006 года.
20 июня 2011 года в состоялся первый выпуск семинаристов.
В апреле 2022 года вышел первый выпуск выпуск научного-просветительского журнала «Хризостом».
24 декабря 2022 и. о. ректора Сретенской духовной академии протоиерей Вадим Леонов и ректор Екатеринодарской духовной семинарии протоиерей Михаил Литвинко подписали договор о сотрудничестве между ЕДС и СДА.
28 марта 2024 года Екатеринодарская духовная семинария получила государственную аккредитацию по программе ФГОС 48.03.01. «Теология» (бакалавриат).

## Ректоры
- 19 июля 2006 — 27 марта 2007 — протоиерей Александр Степанченко
- 27 марта 2007 — 27 июля 2011 — митрополит Исидор (Кириченко)
- 27 июля 2011 — 16 июля 2013 — епископ Герман (Камалов)
- 16 июля 2013 — 16 сентября 2020 — протоиерей Игорь Олжабаев
- 16 сентября 2020 — 25 июля 2024 ― протоирей Михаил Литвинко[6]
- с 25 июля 2024 по 24 октября 2024 ― митрополит Василий (Кулаков), и. о.
- с 24 октября 2024 года - иерей Андрей Кретов и.о.